# جورج داوتي
السير جورج هربرت داوتي (بالإنجليزية: Sir George Herbert Dowty)‏ (27 مارس 1901 - 2 ديسمبر 1975) كان مخترع ورجل أعمال إنكليزي. في عام 1935 أسس شركته الخاصة في شلتنهام لصنع معدات الطائرات. اخترع داوتي أول عجلة طائرات مزودة بممتص صدمات داخلي (استخدمت على طائرة غلوستر غلاديتور). وخلال الحرب العالمية الثانية كانت الشركة تعرف باسم دوتي أفياتيون وكانت تقوم بتصنيع الأنظمة الهيدروليكية في الطائرات في كل من بريطانيا وكندا والولايات المتحدة. كما تم استخدام معداته في طائرات كونكورد الأسرع من الصوت.

## روابط خارجية
- Messier-Dowty نسخة محفوظة 30 أغسطس 2004 على موقع واي باك مشين.
- "Dowty Deeds" a 1952 Flight article